# ペイキ・シェヴケト (水雷巡洋艦)
ペイキ・シェヴケト (Peyk-i Şevket) はオスマン帝国海軍の水雷巡洋艦。ペイキ・シェヴケト級。

## 艦歴
ドイツ、キールのゲルマニア造船所で建造。1903年1月18日発注。1906年2月起工。同年11月15日進水。1907年11月13日にイスタンブールに到着し、同月就役した。
1908年から1911年までラウフ・オルバイが艦長を務めた。
伊土戦争中の1911年10月2日、「ペイキ・シェヴケト」はフダイダ沖でイタリア水雷巡洋艦「Aretusa」および砲艦「Volturno」と交戦し、港内に追い込まれた。その後イタリア艦は埠頭などを砲撃して撤収した。
第一次バルカン戦争中の1913年のSecond Battle of Çatalcaの際、「ペイキ・シェヴケト」は3月30日に「バルバロス・ハイレッディン」とともに砲撃支援を行った。
1914年8月3日、「ペイキ・シェヴケト」はコンスタンティノープルへと向かった。そこで長期間の整備に入る予定であったが、ヨーロッパでの第一次世界大戦勃発による地域の緊張増加のため塗装のみが行われ、また弾薬や燃料などが搭載された。11月20日、「ペイキ・シェヴケト」と巡洋戦艦「ヤウズ・スルタン・セリム」はボスポラス海峡沖を哨戒。12月、「ペイキ・シェヴケト」は巡洋艦「ミディッリ」、「ベルキ・サトヴェト」とともにリゼへ向かう兵員輸送船4隻を護衛した。1915年6月22日、「ペイキ・シェヴケト」はチャナッカレへの弾薬輸送中にマルマラ海でイギリス潜水艦「E12」に雷撃されかけた。8月6日、「ペイキ・シェヴケト」はイギリス潜水艦「E11」に雷撃され大損害を受けた。
1917年に復帰し、1918年7月にはコンスタンティノープル・コーカサス間で兵員輸送船の護衛を行った。1918年10月30日に「ペイキ・シェヴケト」は退役し、イスタンブールで係留された。11月30日にオスマン帝国はムドロス休戦協定に署名し、戦闘は終結した。
1923年、または1924年に「Peyk」と改名された。1927年、再就役。
1937年から1939年にかけて改装がおこなわれ、兵装が45口径88mm砲2門と40口径37mm砲4門に換装されたほか、機雷25個が搭載可能となり、魚雷発射管が撤去されたというが、改装期間は1936年から1938年で、改装後の兵装は40口径88mm速射砲2門、37mm速射砲4門、450mm魚雷発射管2門であり、機雷搭載能力は同型艦の「ベルキ・サトヴェト」のみともされる。
1944年に退役。イズミットで係留され、1953年から1954年にかけて解体された。